# Ernst Ziller

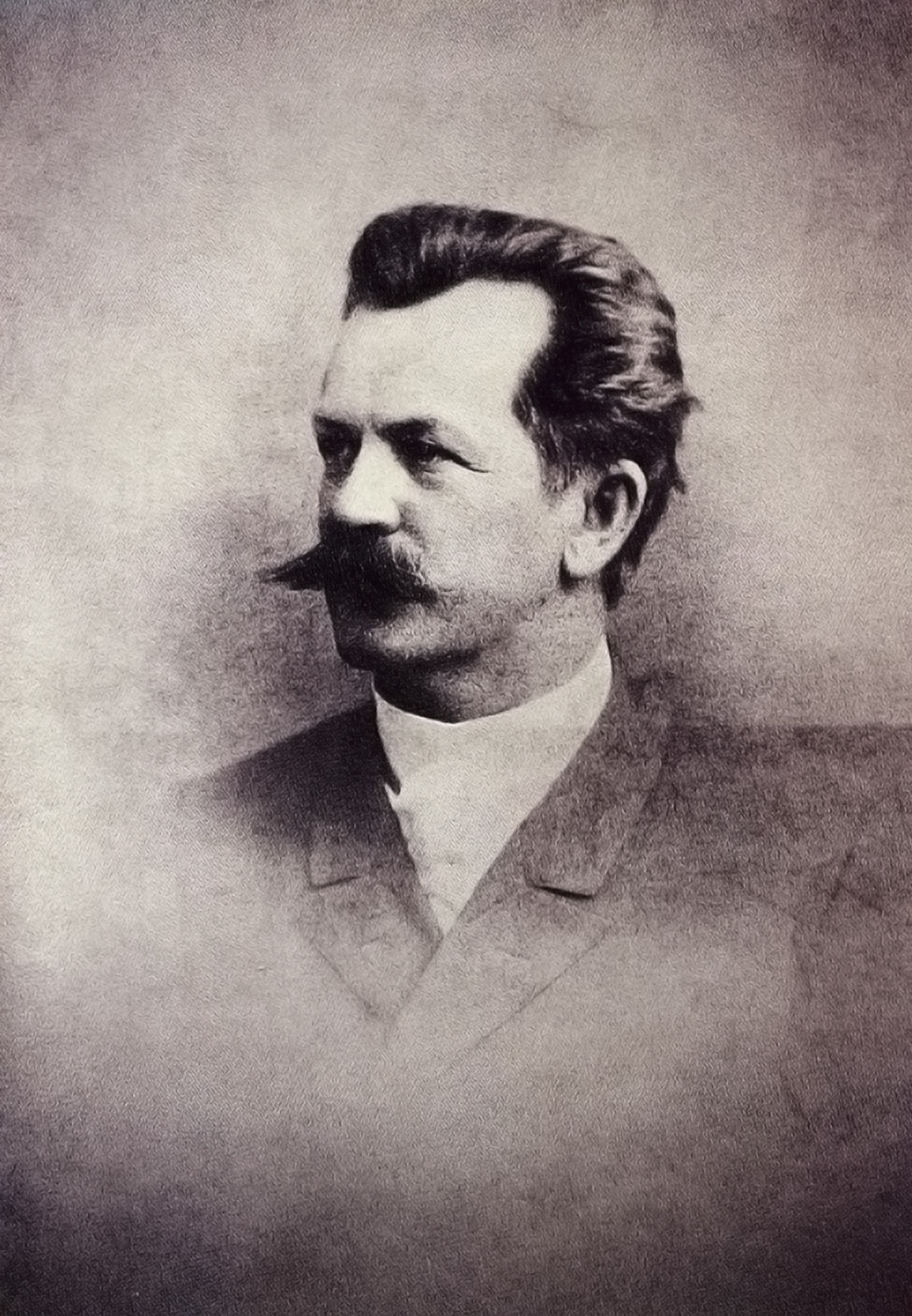
Ernst Ziller omstreeks 1880

Ernst Moritz Theodor Ziller (Grieks: Ερνέστος Τσίλλερ, Ernestos Tsiller) (Oberlößnitz/Radebeul, 22 juni 1837 - Athene, 4 november 1923) was een Duits-Griekse neoclassicistische architect en bouwkundige, die vooral werkzaam was in Athene en andere Griekse steden, tijdens de eerste decennia van de Griekse onafhankelijkheid. Hij behoorde met onder meer Leo von Klenze (1784-1864) en Theophil von Hansen (1813-1891) tot de plejade van Duitse architecten die door koning Otto I en zijn opvolger George I werden aangesproken voor de realisatie van bouwkundige projecten in de nieuwe hoofdstad Athene. 

## Leven
Tussen 1855 en 1858 studeerde Ziller architectuur aan de Königliche Bauschule in Dresden, waarna hij tot 1859 werkzaam was in het kantoor van de Deense architect Theophil von Hansen in Wenen. In 1861 werd hij Hansens belangrijkste vertegenwoordiger bij de uitvoering van diens bouwprojecten in Athene. Ziller nam de Griekse nationaliteit aan en vestigde zich dan ook in Griekenland. Hij gaf er tussen 1872 en 1882 als hoogleraar les aan de Nationale Polytechnische Hogeschool van Athene en werd in 1884 aangesteld tot hoofd van de nationale dienst voor openbare bouwwerken. In dienst van het Nationaal Museum was hij verantwoordelijk voor de opgravingen van het antieke  Stadion van de Panathenaeën, en hij tekende ook de plannen voor de algehele heropbouw ervan, ten behoeve van de Eerste Olympische Spelen van de Nieuwe Tijd.
Tot aan het einde van zijn leven ontwierp Ziller meer dan 600 openbare en privégebouwen, en met zijn werk heeft hij een onuitwisbare stempel gedrukt op de neoclassicistische architectuur in het 19e-eeuwse Griekenland, ook buiten Athene. Belangrijke persoonlijkheden als  Heinrich Schliemann en Andreas Syngros belastten hem met de bouw van hun statige woonhuizen in Athene.

## Zijn werken (een keuze)
- het zogenaamde Paleis van de Kroonprins (1870) te Athene, nu ingericht als ambtswoning van de Griekse president
- privéwoningen te Athene, waaronder
  - het zogenaamde Ilíou Mélathron (1870-1871), de stadsresidentie van Heinrich Schliemann, nu ingericht als Numismatisch Museum
  - het voormalige woonhuis van Andreas Syngros (1873), nu ingericht als Ministerie van Buitenlandse Betrekkingen
  - het zogenaamde Megaron Statáthou (1885), de Atheense residentie van de rijke koopman Stathatos, nu een onderdeel van het Museum voor Cycladische kunst
- een architectonisch complex bestaande uit een markthal, raadhuis en twee bankgebouwen in Pyrgos (Peloponnesos)
- stadsschouwburgen in Athene, Patras, Pyrgos en Zakynthos
- meerdere kerken, onder meer in Egion en Thessaloniki (Agios Grigorios Palamas)
- het grafmonument van Heinrich Schliemann op het monumentale kerkhof van Athene
- Ziller werkte ook mee aan de voltooiing van verschillende andere Atheense monumenten, waaronder de Nationale Bibliotheek, het Nationaal Archeologisch Museum en de tentoonstellingshal Zappion (in het Atheense stadspark)